# Dominique Perrin (homme politique, 1798-1876)
Pour les articles homonymes, voir Dominique Perrin et Perrin.
Dominique Perrin est un homme politique français né le 27 février 1798 à Damas-devant-Dompaire (Vosges) et décédé le 1er février 1876 à Leffonds.

## Biographie
Notaire à Paris, il est député des Vosges de 1837 à 1839, siégeant dans la majorité conservatrice.